# Eucyclotoma fusiformis
Eucyclotoma fusiformis é uma espécie de gastrópode do gênero Eucyclotoma, pertencente a família Raphitomidae.